# 前田幸嗣
前田 幸嗣（まえだ こうし、1968年（昭和43年） - ）は、日本の経済学者。九州大学農学研究院教授。専門は農業経済学。

## 略歴
1991年九州大学農学部卒業、1993年同大学大学院修士課程修了、1994年同大学大学院博士課程中退。同年九州大学農学部助手、2004年同助教授、2007年同准教授。2014年同教授。
フォン・チューネンやポール・サミュエルソンを祖とする空間均衡モデルをもとに、不完全競争下における国際貿易の政策シミュレーションモデルを開発し、世界貿易機関（WTO）や自由貿易協定（FTA）等の数量分析を行っている。2002年には日本農業経済学会学会誌賞を受賞。博士（農学）。